# Gora Grigor'eva
Gora Grigor'eva är ett berg i Antarktis. Det ligger i Östantarktis. Australien gör anspråk på området. Toppen på Gora Grigor'eva är 241 meter över havet.
Terrängen runt Gora Grigor'eva är kuperad österut, men västerut är den platt. Terrängen runt Gora Grigor'eva sluttar västerut.  Trakten är obefolkad. Det finns inga samhällen i närheten.